# Leopold Wurzinger
Leopold Wurzinger (* 1. August 1921 in St. Gotthard im Mühlkreis; † 14. Dezember 2011 in Linz) war ein österreichischer Richter und Präsident des Obersten Gerichtshofes.

## Leben
Leopold Wurzinger wurde 1921 auf einem kleinen Bauernhof (Hausname Weinzierl) in Obereschelberg in der Gemeinde St. Gotthard im Mühlkreis geboren. Im Alter von sieben Jahren übersiedelte er zu seiner Tante nach Puchenau, wo er eine Schule besuchte. Mit finanzieller Hilfe des Puchenauer Schulleiters Lugmayr besuchte Wurzinger das Gymnasium in St. Florian, wo er 1940 mit Auszeichnung maturierte. Nach dem Zweiten Weltkrieg, den er unversehrt überstand, studierte er Rechtswissenschaften an der Universität Graz. Seine Richterlaufbahn begann Wurzinger am Arbeitsgericht Linz. Zwischen 1983 und 1986 war er Präsident des Obersten Gerichtshofs in Wien. Nach Übertritt in den Ruhestand war er fünf Jahre lang Präsident des Obersten Patent- und Markensenates. 2011 starb Wurzinger 90-jährig in Linz.

## Auszeichnungen
- Großes Goldenes Ehrenzeichen am Bande für Verdienste um die Republik Österreich
- Großes Verdienstkreuz mit Stern und Schulterband der Bundesrepublik Deutschland
- Großes Ehrenzeichen des Landes Oberösterreich
- Ehrenring der Stadt Linz
- Ehrenbürger der Gemeinde St. Gotthard im Mühlkreis